# Гричиньяно-ди-Аверса
Гричиньяно-ди-Аверса (итал. Gricignano di Aversa) — коммуна в Италии, располагается в регионе Кампания, в провинции Казерта.
Население составляет 9725 человек (2008 г.), плотность населения составляет 1081 чел./км². Занимает площадь 9 км². Почтовый индекс — 81030. Телефонный код — 081.
Покровителем коммуны почитается святой апостол Андрей, празднование 30 ноября.

## Демография
Динамика населения:

## Администрация коммуны
- Официальный сайт: http://www.comunedigricignano-ce.it/